# Paul von Kneussl
Paul Ritter von Kneussl (Lindau, 27. lipnja 1862. -  München, 16. veljače 1928.) je bio njemački general i vojni zapovjednik. Tijekom Prvog svjetskog rata zapovijedao je s više divizija i korpusa na Zapadnom i Istočnom bojištu.

## Vojna karijera
Paul von Kneussl rođen je 27. lipnja 1862. u Lindauu u Bavarskoj. Sin je Johanna Kneussla i Klare Vigl. Kneussl je u bavarsku vojsku stupio 1880. nakon čega je služio u raznim vojnim jedinicama uspinjući se u vojnoj hijerarhiji. Nakon što je 1904. promaknut u bojnika, služi kao časnik u Glavnom stožeru bavarske vojske. U prosincu 1907. postaje ravnateljem Bavarske vojne akademije, da bi dvije godine nakon toga, u prosincu 1909., postao načelnik stožera III. bavarskog korpusa. U ožujku 1910. unaprijeđen je u pukovnika, nakon čega služi u bavarskom ministarstvu rata. U siječnju 1913. promaknut je u čin general bojnika, te postaje zapovjednikom 8. bavarske pješačke brigade smještene u Metzu koji je tada bio u sastavu Njemačkog Carstva.

## Prvi svjetski rat
Na početku Prvog svjetskog rata Kneussl je dobio zapovjedništvo nad 1. bavarskom pričuvnom pješačkom brigadom kojom sudjeluje u borbama u sjevernoj Francuskoj.
U ožujku 1915. postaje zapovjednikom 11. bavarske divizije kojom zapovijeda većim dijelom rata. U svibnju 1915. Kneussl u ofenzivi Gorlice-Tarnow dobiva zapovjedništvo nad posebno formiranim Korpusom Kneussl zadržavajući pritom zapovjedništvo i nad 11. bavarskom divizijom. Navedeni korpus sastojao se od 11. bavarske divizije i 119. divizije, te se nalazio u sastavu novoformirane 11. armije kojom je zapovijedao August von Mackensen. Zapovijedajući navedenim koprusom Kneussl je u ofenzivi Gorlice-Tarnow probio ruske linije, te su njegove jedinice prve ušle u tvrđavu Przemysl. Za zapovijedanje u predmetnoj ofenzivi Kneussel je unaprijeđen u čin general poručnika, te je 3. lipnja 1915. odlikovan ordenom Pour le Mérite.
U rujnu i listopadu 1915. Kneussl s 11. bavarskom divizijom sudjeluje u invaziji na Srbiju. Nakon osvajanja Srbije Kneussl je sa svojom divizijom premješten na Zapadno bojište, te sudjeluje u Verdunskoj bitci u kojoj je njegova divizija pretrpjela teške gubitke. 
U srpnju 1916. Kneussl je ponovno premješten na Istočno bojište, te sudjeluje u suzbijanju Brusilovljeve ofenzive. Nakon zaustavljanja Brusilovljeve ofenzive u Bitci kod Kowela, Kneussl dobiva zapovjedništvo nad Grupom Kneussl kojom u sklopu austrougarske 4. armije sudjeluje u napadu na Rumunjsku.
Nakon osvajanja Rumunjske, u siječnju 1917., Kneussl i njegova 11. bavarska divizija su ponovno premješteni na Zapadno bojište. Kneussl sudjeluje u Drugoj bitci na Aisnei, te nakon toga u Bitci kod Passchendaelea (Trećoj bitci kod Ypresa) u kojoj je Kneusselova divizija pretrpjela teške gubitke.
Kneussl zapovijedajući 11. bavarskom divizijom sudjeluje u Proljetnoj ofenzivi gdje se sudjeluje u Bitci na Lysi. U kolovozu 1918. postaje zapovjednikom XV. bavarskog pričuvnog korpusa, da bi deset dana prije završetka rata postao zapovjednikom I. bavarskog pričuvnog korpusa zamijenivši na tom mjestu Karla von Fasbendera.

## Poslije rata
Nakon završetka Prvog svjetskog rata Kneussl je ostao u vojnoj službi, te je u kolovozu 1919. unaprijeđen u generala pješaštva. Kneussl je 25. svibnja 1925. primio i počasni doktorat Sveučilišta u Erlangenu.
Paul von Kneussl preminuo je 16. veljače 1928. godine u 65. godini života u Münchenu. 

## Vanjske poveznice
(eng.) Paul von Kneussl na stranici Prussianmachine.com

(eng.) Paul von Kneussl na stranici Field commanders of Austria-Hungary

(njem.) Paul von Kneussl na stranici Deutschland14-18.de  Arhivirana inačica izvorne stranice od 4. ožujka 2016. (Wayback Machine)